# Одбрана и последњи дани
Одбрана и последњи дани је први студијски албум београдске групе Идоли који је изашао 1982. године. Критичари магазина Џубокс су 1985. изгласали да је ово најбољи албум југословенског рока у 20. веку. Ово је такође и један од првих концептуалних албума југословенског рока. 
Поводом 40. годишњице од изласка, албум је наново издат на грамофонској плочи. Реиздање је промовисано у Загребу и Београду.

## О албуму
Група је почела снимање свог првог LP-а на јесен 1981. Продуценти плоче требало је прво да буду чланови групе уз помоћ Душана Спире Михајловића, међутим, Михајловић је напустио снимање плоче, па је албум снимљен уз помоћ Мила Пилета Милетића и Горана Вејводе. Првобитни план бенда је био да се албум бави религијом и традицијом, за које су сматрали да ће бити провокативне јер су многи аспекти ових тема били табу у комунистичкој Југославији. Такође, ово је прво издање са промењеним саставом групе, јер је Кокан Поповић који је некада свирао са Владом Дивљаном и Зденком Коларом у Звук улице сада свирао бубњеве у Идолима као нови бубњар.
Албум је назван по истоименом роману Борислава Пекића.
Када су улазили у студио, чланови бенда још нису били сигурни шта тачно желе да направе, стилски и музички. Имали су пуно идеја (у вези контекста Пекићевог рада, али и ширим обим филозофије), али претворити то у музику и наћи задовољавајући звук је представљало изазов. Због овог експерименталног покушаја и грешака приступа, снимање је трајало више од шест месеци.
Критика је подељено прихватила албум, од екстремно лоших до екстремно добрих. Бенд није снимио ниједан спот за овај албум. Продато је 50.000 носача звука у Југославији, што је у контрасту са претходном плочом ВИС Идола која је продата у 200.000 примерака.
Албум је праћен спотом за песму „Кенозоик”.

## Омот албума и дизајн
Фотограф и дизајнер, Горанка Матић, која је урадила омот, отишла је у Народни музеј Србије у Београду и направила фотографију која је касније коришћена за омот. Изабрали су да то буде детаљ са тканине на икони Светог Николе. 
Позадина омота је детаљ са златне позадине иконе. У унутрашњости са леве стране је била фотографија бенда, а са десне фотографију гостију и људи који су били укључени у снимање плоче.
Први пут је коришћена ћирилица на албуму, слична оној из Мирослављевог јеванђеља.

## Списак песама
1. Одломак из песме Кенозоик Кенозоик
2. Последњи дани
3. Моја си
4. Сенке су другачије
5. Немо
6. Небеска тема
7. Русија
8. Играле се Делије
9. Једина (узурликзурли)
10. Одбрана
11. Где си сад Цица-мацо
12. Главна птица (скрати свој дугачки језик)
13. Хајде, сањај ме, сањај

## Топ листе

### Недељна листа
| Листа     | Највиша позиција |
| --------- | ---------------- |
| ХР Топ 40 | 1                |

| Листа     | Највиша позиција |
| --------- | ---------------- |
| ХР Топ 40 | 19               |

### Месечна листа
| Листа | Највиша позиција |
| ----- | ---------------- |
| ХДУ   | 1                |

### Полугодишња листа
| Листа | Највиша позиција |
| ----- | ---------------- |
| ХДУ   | 25               |

| Листа | Највиша позиција |
| ----- | ---------------- |
| ХДУ   | 11               |